# کلیسای پوغوس و پطروس مقدس، ایروان

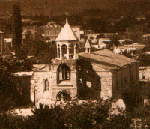

کلیسای پوغوس و پطروس مقدس (ارمنی: Սուրբ Պողոս-Պետրոս Եկեղեցի; انگلیسی: Saint Paul and Peter Church) یک کلیسا حواری ارمنی واقع در ایروان، ارمنستان می‌باشد. ساخت و ساز این ساختمان سده‌های ۵ام-۶ام میلادی؛ به پایان رسید. این بنا به سبک معماری ارمنی طراحی شده‌است.

## نگارخانه

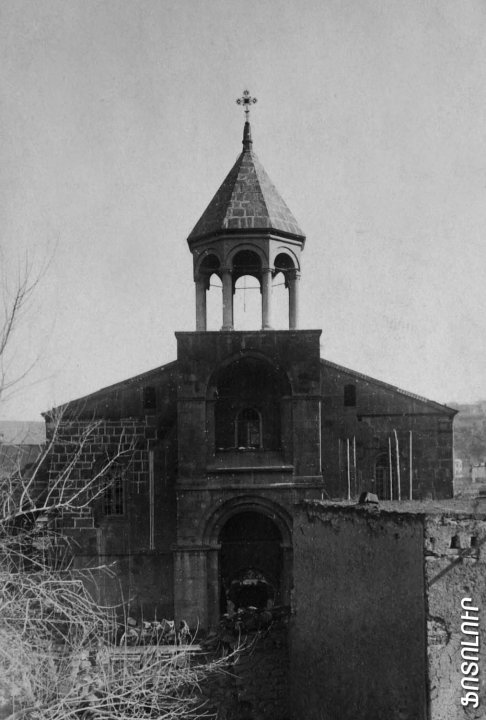
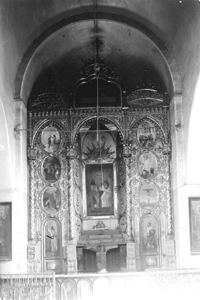